# Victor Shtivelberg

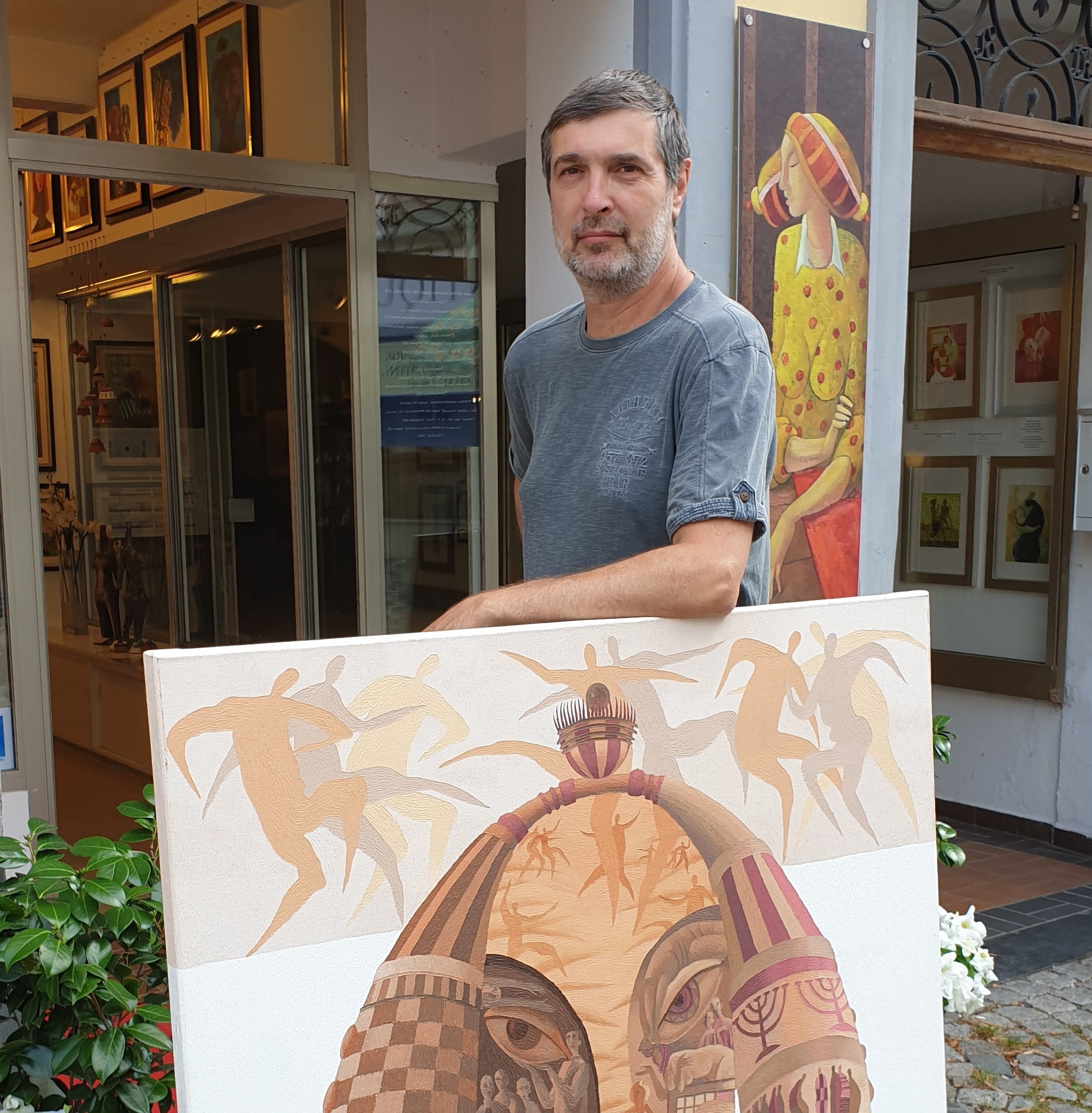
Victor Shtivelberg vor seiner Galerie, 2017

Victor Shtivelberg (* 1960 in Odessa, Ukrainische SSR) ist ein in der ehemaligen Sowjetunion geborener Maler und Bildhauer.

## Leben

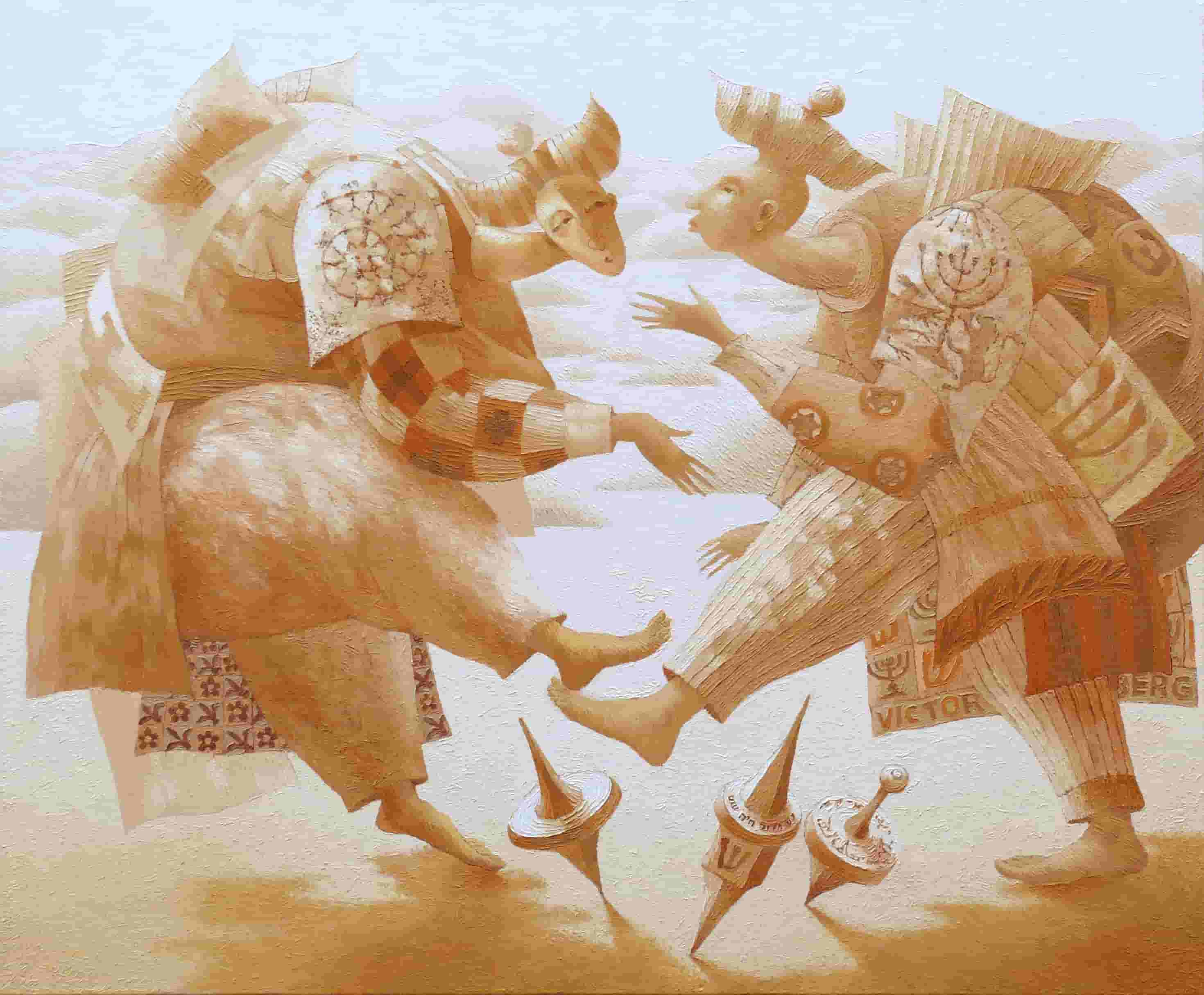
Dialog, Öl auf Leinwand, 2007

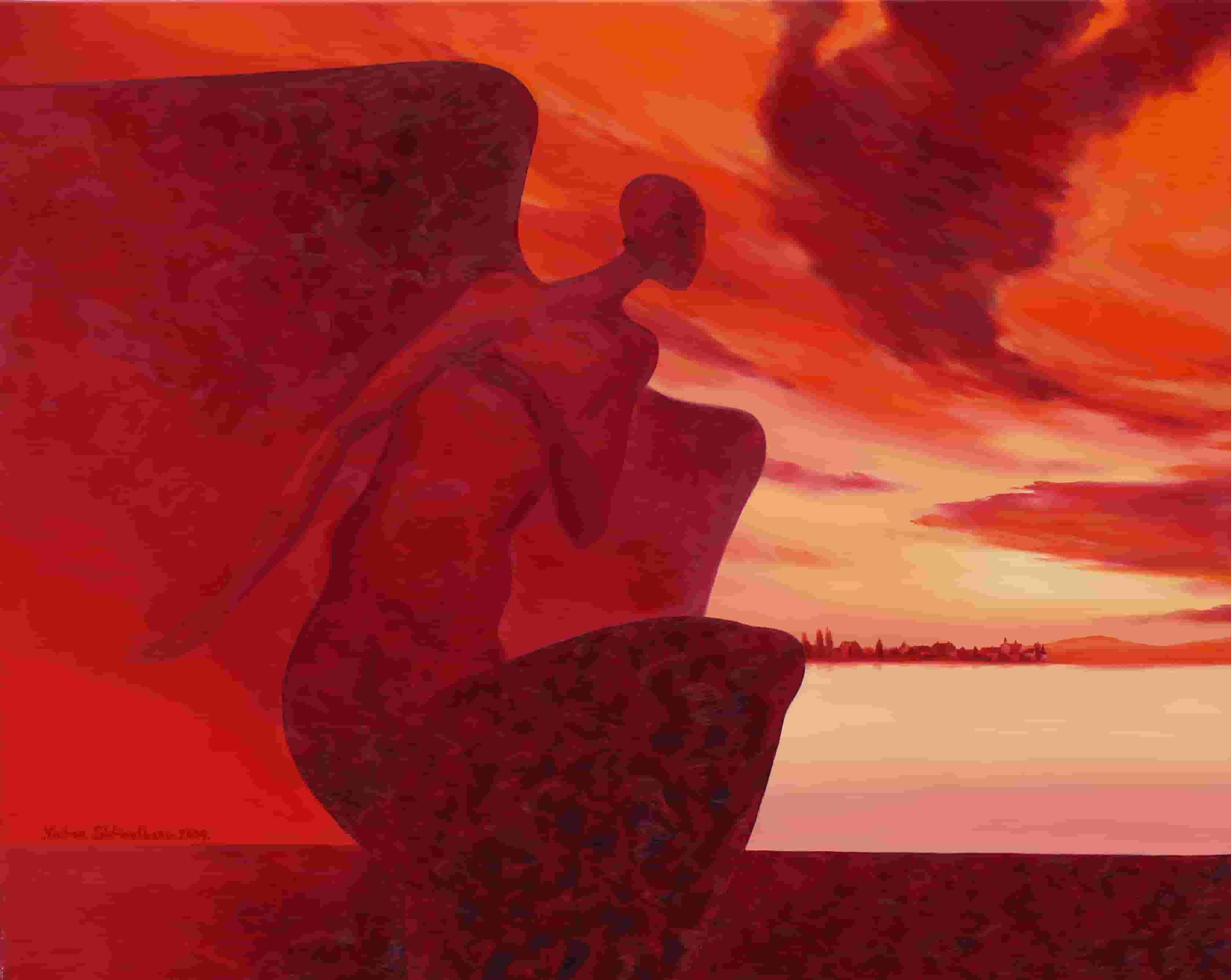
Lindauer Engel, Öl auf Leinwand, 2009

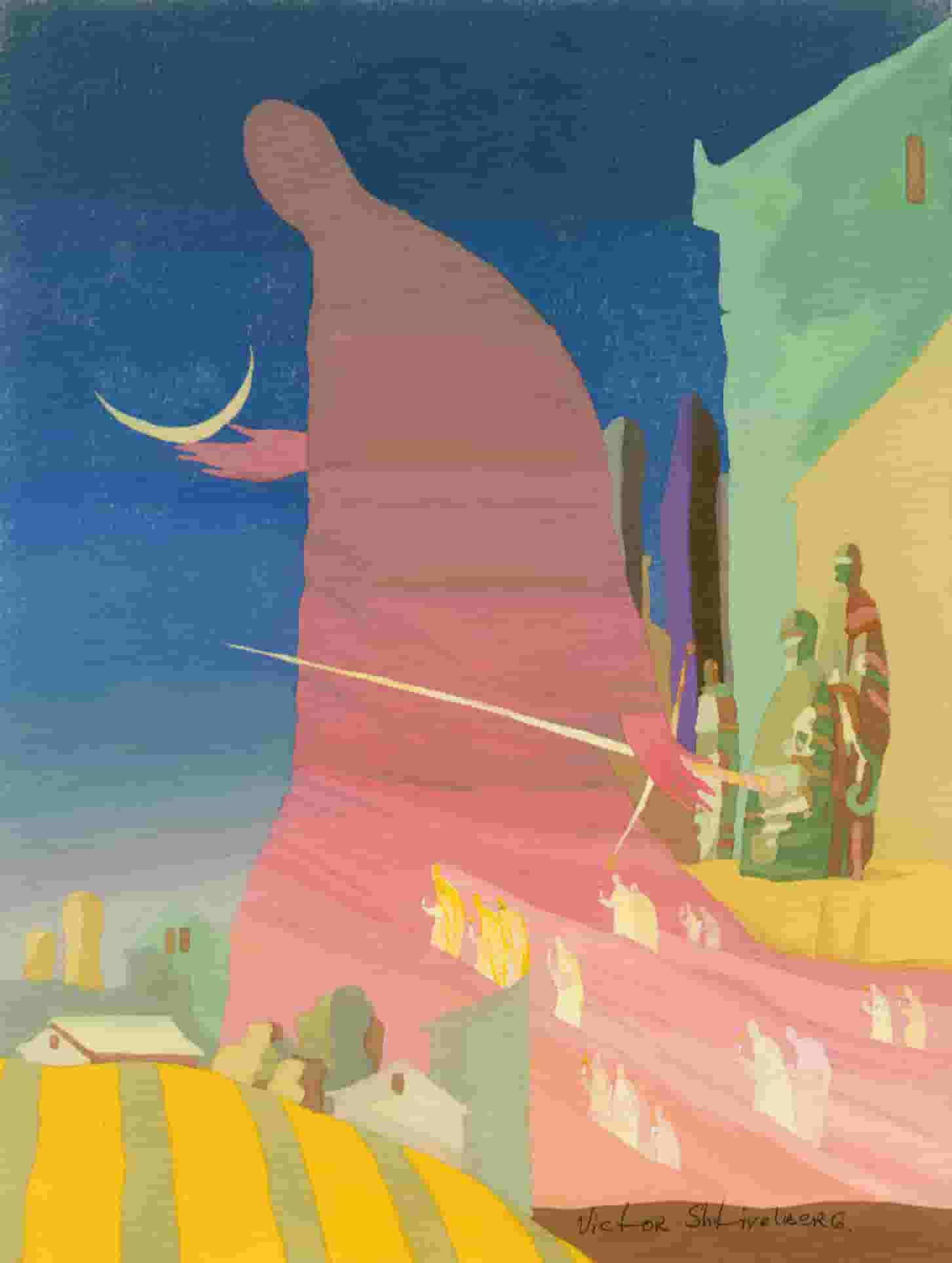
Ritter des Mondes, Gouache auf Papier, 1992

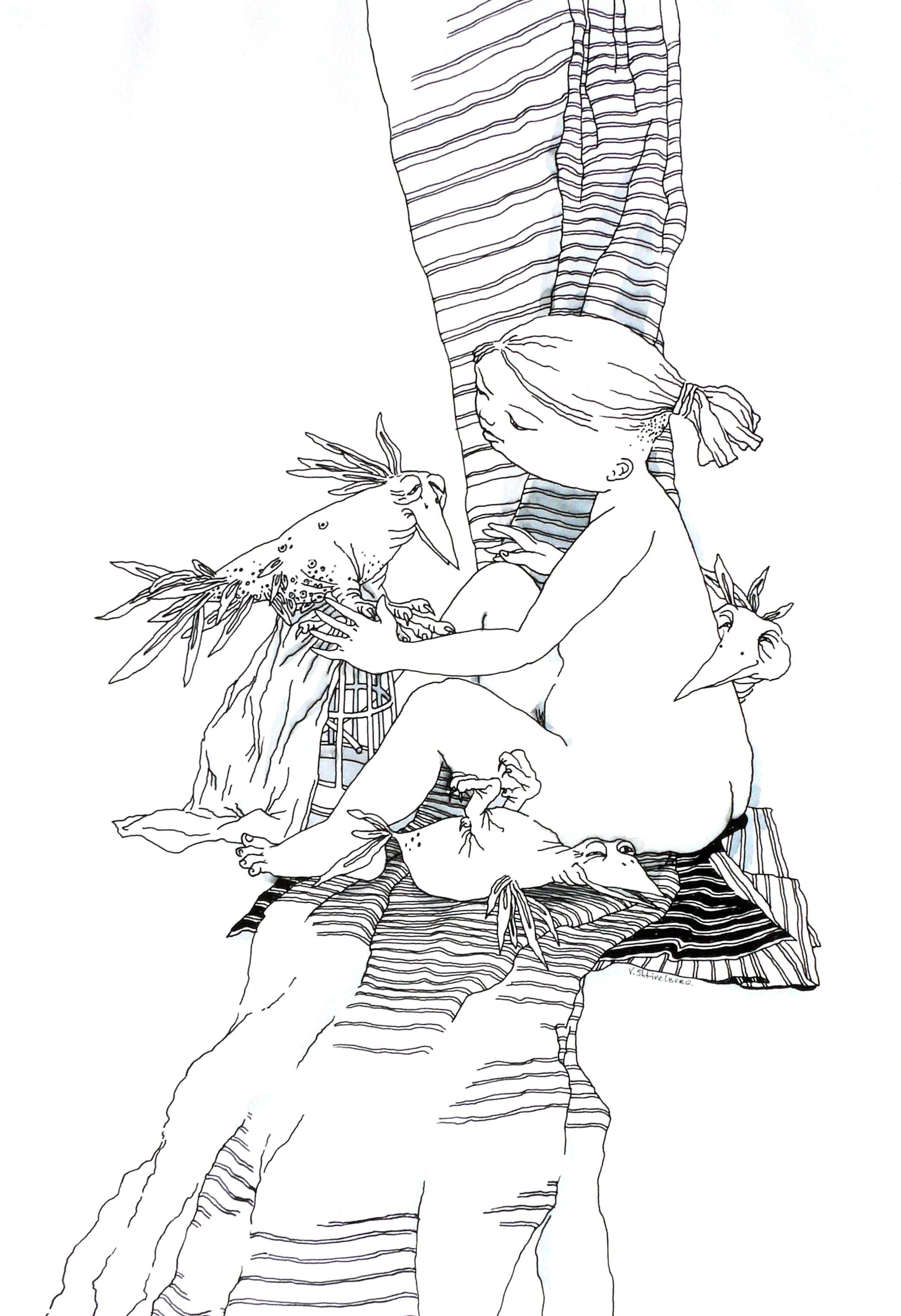
In guter Gesellschaft, Tusche auf Papier, 1997

Victor Shtivelberg wuchs als ältestes von zwei Kindern auf. Nach der Schulzeit nahm er ein Maschinenbaustudium auf. Während seiner Militärzeit entwickelte er autodidaktisch seine zeichnerischen und malerischen Fertigkeiten. Nach Ende der Militärzeit heiratete er und begann ein Kunststudium, die Ehe wurde später geschieden. Nach der bestandene Aufnahmeprüfung an der Kunsthochschule Odessa studierte er das Fach „Kunst und Grafik“ und beendete sein Studium 1987 mit einem Diplom. Die Perestroika veränderte ab 1986 die sozialen und politischen Bedingungen für die Künstler positiv, da sie nicht mehr wie zuvor dem Stil des Sozialistischer Realismus verpflichtet waren.  Diese Veränderungen ermöglichten Shtivelberg, seine Bilder öffentlich auszustellen und zu verkaufen.
Die ersten 30 Lebensjahre verbrachte Shtivelberg in seiner Heimatstadt Odessa, bis er 1991 nach Israel auswanderte und nach Safed zog,  2001 übersiedelte er nach Kanada und 2003 nach Deutschland ins hessische Dreieich. Einige Jahre später ging er nach Meersburg, die Heimat seiner Vorfahren, und eröffnete dort eine Galerie. 2007 ließ er sich in Lindau am Bodensee nieder, wo er ebenfalls eine eigene Galerie gründete. 2009 nahm Shtivelberg an der caritativen Kunstauktion zugunsten der NCL-Stiftung für Kinderdemenz teil. Sein Aufenthalt im Bodenseeraum spiegelt sich in den Werken, die ab dieser Zeit entstanden sind.

## Werk
Seinen eigenen Stil bezeichnet Shtivelberg als „transkriptiven Realismus“ und bezieht sich damit auf die „innere Realität“. Der Begriff „transkriptiv“ (von lateinisch trans = „hinüber“ und  scribere = „schreiben“) konkretisiert für ihn das Phänomen, dass Bilder der inneren Imagination auf der Leinwand Gestalt annehmen. Shtivelbergs Werke sind in der Wahl ihrer Farben und Motive zwar fantasievoll und stellenweise surreal, bleiben jedoch stets der Gegenständlichkeit verpflichtet.
Shtivelberg lädt in seinen Bildern Personen, Gegenstände, Landschaften mit symbolischen Bedeutungen auf, und er bevölkert gelegentlich seine Leinwände mit Riesen, Engeln und anderen Phantasiewesen. Seine südlichen Landschaftsbilder mit ihren Zypressenhainen und Landgütern spiegeln die vielfältig wechselnden Lichtstimmung der mediterranen Welt wieder.
Shtivelberg arbeitet als Graphiker und als Maler. Eine seiner bevorzugten Maltechnik ist die Pastellmalerei. Außerdem verwendet er sowohl Gouache- als auch Aquarellfarben. Während seiner Zeit in Israel entstanden einige Monumentalwerke im privaten und im öffentlichen Raum, sowie Keramiken und Schmuckstücke.

## Ausstellungen (Auswahl)
Von 1987 bis 1991 stellte Shtivelberg in der Sowjetunion, wie Odessa, Kiew,  Moskau und Vilnius, sowie später in Japan, Großbritannien, Finnland, Ungarn, den USA und der Art Zürich aus.

### Einzelausstellungen
- 2005: Balance. Galerie Windbraut, Bensheim
- 2007: Der geöffnete Käfig. Stadtgalerie Dreieich
- 2011: 25 KunstVolle Jahre. Fürstenlager, Bensheim-Auerbach
- 2012: Galerie Art Mathieu, Olten, Schweiz
- 2013: Kunst-Hingabe-Passion. 3 Galerien in Lindau[8]
- 2014: Fremd und Vertraut. Münchner Künstlerhaus, München
- 2018: Melodie der Seele. Sinnterieur, Sinn
- 2019: Watching & Listening. Galerie Paque, Bonn[9]

### Gruppenausstellungen
- 1990: Minimalist Show, Toronto
- 1991: Galerie Art-X, New York
- 1991: Museum of Modern Art, Yokohama, Japan
- 1991: Biennale of Graphic Arts, Budapest
- 1992: Gordon tGallery, Tel-Aviv
- 1995: Exhibition of Jewish Art, Paris; Exhibition of Jewish Art, Nizza
- 1997: Art Expo California, Los Angeles
- 1999: Museum of Modern Art, Buenos Aires
- 1997–2000: Art Expo N. Y., New York
- 2001: Ramat-Gan Art Museum, Israel[10]
- 2001: Jewish Culture Center, Paris
- 2007: Xtreme Opposition Against Genocide. Royal Gallery, Los Angeles
- 2009: Große Kunstausstellung, Schloss Lautereck, Sulzbach/Murr
- 2009: Kulturlichter Schönbühl 2009, Bodensee-Residenz, Lindau
- 2014: Maler Odessas-Selbstporträts. Museum of Western and Estern Art, Odessa, Ukraine
- 2012: Contemporary Istanbul, Istanbul
- 2016: Art Ankara, Ankara
- 2017: Art Busan, Busan, Korea
- 2018: Metamorphose mit Varianten. BBK Galerie, Frankfurt am Main
- 2018: G-Seoul, Seoul, Korea

## Preise
- 2000: 1. Preis beim Nationalwettbewerb „Jerusalem-2000“ in Israel
- 2009: Preisträger beim Internationalen Wettbewerb von Cellcom Israel „Israelischer Akzent“[11]

## Werke in Sammlungen
- Odessa Fine Art Museum, Ukraine
- Odessa Museum of Western and Estern Art, Ukraine
- Museum of Modern Art, Yokohama, Japan
- Museum of Modern Art, Buenos Aires
- Bell Gallery, Toronto

- Private Sammlungen in USA, Kanada, Großbritannien, Italien, Niederlande, Russland, Ukraine, Israel, Belgien, Deutschland, Frankreich, Österreich, Schweiz, Liechtenstein